# Ubisoft Milan
Ubisoft Milan – włoska spółka zależna Ubisoft zajmująca się produkcją gier komputerowych. Jej siedziba znajduje się w Mediolanie. Spółka została założona w 2001 roku jako Ubisoft Italy.

## Wyprodukowane gry
| Rok  | Tytuł                                      | Platformy                           |
| ---- | ------------------------------------------ | ----------------------------------- |
| 2001 | F1 Racing Championship                     | Game Boy Color                      |
| 2001 | Rayman M                                   | PlayStation 2, Microsoft Windows    |
| 2002 | Tomb Raider: The Prophecy                  | Game Boy Advance                    |
| 2002 | Tom Clancy’s Rainbow Six: Rogue Spear      | Game Boy Advance                    |
| 2003 | Beyond Good & Evil                         | port na Xboxa oraz Windowsa         |
| 2005 | Peter Jackson’s King Kong                  | Game Boy Advance                    |
| 2006 | Tom Clancy’s Splinter Cell: Double Agent   | PlayStation 2, Xbox, Wii            |
| 2009 | Just Dance                                 | Wii                                 |
| 2010 | My Fitness Coach 2: Exercise and Nutrition | Wii                                 |
| 2010 | Just Dance 2                               | Wii                                 |
| 2010 | MotionSports                               | Xbox 360                            |
| 2011 | Raving Rabbids: Alive & Kicking            | Xbox 360                            |
| 2012 | Just Dance 4                               | Wii, Xbox 360, Wii U, PlayStation 3 |
| 2013 | Just Dance 2014                            | Wii, Xbox 360, Wii U, PlayStation 3 |
| 2017 | Mario + Rabbids: Kingdom Battle            | Nintendo Switch                     |